# Częstotliwość (film)
Częstotliwość – amerykański film fantastyczny zrealizowany w 2000 r. przez Gregory Hoblita. Film był nominowany do nagrody Hugo oraz nagrody Saturna, natomiast piosenka towarzysząca napisom końcowym When You Come Back to Me Again, wykonywana przez Gartha Brooksa, była nominowana do nagrody Złotego Globu.

## Obsada
| Actor              | Role                   |
| ------------------ | ---------------------- |
| James Caviezel     | John Sullivan          |
| Dennis Quaid       | Frank Sullivan         |
| Shawn Doyle        | Jack Shepard           |
| Elizabeth Mitchell | Julia 'Jules' Sullivan |
| Andre Braugher     | Satch DeLeon           |
| Noah Emmerich      | Gordo Hersch           |

## Opis fabuły
Policjant John Sullivan wciąż przeżywa śmierć swego ojca przed trzydziestu laty. Znajduje stare radio ojca, a kiedy je uruchamia, odkrywa, że może się z nim porozumieć poprzez czas. Dla Franka jest rok 1969 - krótko przed wypadkiem, w którym zginął. John ingeruje w tamtejszą rzeczywistość, ocalając swego ojca i tworząc tym samym nową linię czasu. Zmienione wydarzenia w tej nowej rzeczywistości prowadzą z kolei do śmierci jego matki. John i Frank razem prowadzą dochodzenie, mające ocalić kochaną przez obu kobietę.